# Джурич, Дмитрий
Дмитрий Джурич (серб. Димитрије Ђурић, 1838—1893) — сербский генерал, военный министр Сербии, начальник Белградской военной академии, писатель.

## Биография
Родился 28 сентября 1838 года в Белграде. Образование получил в Белградской артиллерийской школе и выпущен в 1860 году подпоручиком в 1-й пехотный батальон.
В 1862 году он был командирован в Пруссию для изучения службы Генерального штаба. В 1864 году по поручению сербского правительства перешёл на российскую службу и был зачислен подпоручиком в 100-й пехотный Островский полк.
В 1865 году Джурич был принял в Николаевскую академию Генерального штаба, по окончании курса наук в 1867 году вернулся в Сербию и был зачислен в сербский Генеральный штаб с чином поручика. В 1869 году назначен профессором тактики, администрации и службы Генерального штаба в Белградской военной академии; впоследствии занял кафедру стратегии.
Во время сербско-турецкой войны 1876 года майор Джурич занимал должность главного интенданта армии и начальника хозяйственного отделения военного министерства, был произведён в подполковники. Во время кампании 1877 года был начальником штаба Шумадийского корпуса.
Произведённый в 1881 году в полковники Джурич был назначен начальником отделения Главного Генерального штаба.
Во время сербско-болгарской войны он снова был главным интендантом армии. С 1887 года являлся начальником Белградской военной академии и начальником Главного оперативного управления Генеральног штаба, 1 января 1888 года произведён в генералы. В 1889 году Джурич в качестве военного министра вошёл в состав кабинета Груича а с 1892 года вновь стал начальником Белградской военной академии.
Скончался в Белграде 19 октября 1893 года.
Джурич являлся автором двух ведущих военных учебников на сербском языке — «Тактика» (в трёх томах) и «Стратегия», а также ряда других сочинений о военном искусстве.

## Награды
Среди прочих наград Джурич имел ордена:
- Орден Таковского креста 3-й степени с мечами
- Орден Таковского креста 2-й степени со звездой
- Орден Святого Саввы 3-й степени
- Российский орден Святого Станислава 2-й степени со звездой.